# Cameron Peterson
Pour les articles homonymes, voir Peterson.
Cameron "Camo" Peterson, né le 4 décembre 1983, est un coureur cycliste australien.

## Palmarès
- 2010[1]
  - 1re étape du Mersey Valley Tour
  - 3e étape du Tour de Toowoomba
  - 5e étape du Tour de Geelong
  - 10e étape du Tour de Tasmanie
  - 2e du National Road Series
  - 3e du Mersey Valley Tour
- 2011
  - 4e étape de la Joe Martin Stage Race
  - 3e étape du Tour de Tasmanie
  - 3e du Tour de Tasmanie